# The First Piano Quartette
The First Piano Quartette (Serientitel in den USA: CinemaScope Specials (#10): The First Piano Quartette) ist ein US-amerikanischer Kurzfilm von Otto Lang aus dem Jahr 1954, er für einen Oscar nominiert war.

## Inhalt
Das Erste Piano Quartett, bestehend aus Glauco D’Attili, Edward Edson, Adam Garner und Frank Mittler, spielt Ernesto Lecuonas Lied Malagueña aus dessen Suite Andalusien, Claude Debussys Clair de Lune aus dessen Klaviersuite Suite bergamasque sowie John Philip Sousas Militärmarsch Stars and Stripes Forever. 

## Produktion, Veröffentlichung
Der von Twentieth Century Fox produzierte Film wurde in den USA erstmals am 4. Mai 1954 veröffentlicht. 

## Auszeichnung
Otto Lang war mit seinem Film auf der Oscarverleihung 1955 in der Kategorie „Bester Kurzfilm“ (1 Filmrolle) für einen Oscar nominiert, der jedoch an Robert Youngson und den Film This Mechanical Age ging, der einen Einblick in die frühen Tage der Luftfahrt gewährt.